# 田尾祐一
田尾 祐一（たお ゆういち、1959年（昭和34年）2月11日 - ）は日本の銀行家。荘内銀行取締役。

## 来歴・人物
東京都出身。慶應義塾大学法学部卒業後、富士銀行に入行。みずほ銀行で長野、四谷、青山の支店長を歴任し、常務執行役員、みずほ総合研究所副社長などを務めた。
2016年にフィデアホールディングスの取締役兼代表執行役と荘内銀行、北都銀行両行の非常勤取締役に就任する。
2020年4月から、第4次中期経営計画が荘内銀行でスタートすることに合わせ、代表取締役頭取に就任する。グループの北都銀行は2019年に頭取交代があったばかりで、トップの兼務は荘銀だけになるが、これについて田尾は記者会見で「私が両方に関われればいいが、全てを兼務するのは不可能」と語った。
2022年4月1日付で企画部門や管理部門のフィデアHDへの一本化による効率化などの改革を推進し業績が好調で、一定の方向性を導けたとして、荘銀頭取から会長に退き、翌23年4月には、フィデアHDでもトップから会長に退いた。
TBSテレビの貴島誠一郎とは、慶大法学部入学以来の親友で、大学の同じテニスクラブに所属。貴島の下宿で人間学を夜通し議論した。田尾がフィデアHDに転じると、貴島は「この歳だからこそできることがある」「地方創生でドラマを起こせ」と激励した。

## 職歴
- 1981（昭和56）年
  - 4月:富士銀行入行
- 2002（平成14）年
  - 10月:みずほ銀行長野中央支店長
- 2003（平成15）年
  - 11月:同行長野中央支店長のまま長野支店長兼務
- 2005（平成17）年
  - 2月:同行四谷支店長
- 2007（平成19）年
  - 2月:同行青山支店長
- 2008（平成20）年
  - 10月:同行青山支店法人部長
- 2009（平成21）年
  - 4月:同行執行役員支店部長
- 2011（平成23）年
  - 4月:同行常務執行役員
- 2012（平成24）年
  - 4月:みずほ総合研究所代表取締役副社長
- 2016（平成28）年
  - 4月:フィデアホールディングス顧問
  - 6月:荘内銀行非常勤取締役
  - 6月:北都銀行非常勤取締役
  - 6月:フィデアホールディングス取締役兼代表執行役社長
- 2019（令和元）年
  - 6月:荘内銀行取締役会長
- 2020（令和2年）
  - 4月:荘内銀行代表取締役頭取
- 2022（令和4年）
  - 4月:荘内銀行取締役会長
- 2023（令和5年）
  - 4月:フィデアホールディングス取締役会長、荘内銀行取締役会長執行役員
- 2025（令和7年）
  - 4月:フィデアホールディングス取締役、荘内銀行取締役
  - 6月:荘内銀行取締役

## 参考資料
- “第9期定時株主総会招集ご通知” (PDF).   フィデアホールディングス (2018年5月31日). 2019年5月7日閲覧。
- “第9期有価証券報告書” (PDF).   フィデアホールディングス (2018年6月22日). 2019年5月7日閲覧。